# Nothofagus starkenborghii
Nothofagus starkenborghii Steenis – gatunek rośliny z rodziny bukanowatych (Nothofagaceae). Występuje naturalnie w środkowej części Nowej Gwinei. 

## Morfologia
PokrójZimozielone drzewo dorastające do 30–40 m wysokości.
LiścieBlaszka liściowa ma eliptyczny kształt. Mierzy 4–6,5 cm długości oraz 1,5–2,5 cm szerokości, jest całobrzega, ma klinową nasadę i nacięty wierzchołek. Ogonek liściowy jest nagi i ma 6–10 mm długości.
OwoceOrzechy osadzone po jednym w kupulach. Kupule powstają ze zrośnięcia dwóch liści przykwiatowych.

## Biologia i ekologia
Rośnie w lasach zrzucających liście. Występuje na wysokości od 600 do 2400 m n.p.m.